# Mitsuki Saitō
Mitsuki Saitō (齊藤 未月 Saitō Mitsuki?, Fujisawa, Kanagawa, 10 de enero de 1999) es un futbolista japonés que juega como centrocampista en el Kyoto Sanga F. C. de la J1 League.

## Trayectoria

### Clubes
| Club                       | País  | Año       |
| -------------------------- | ----- | --------- |
| Shonan Bellmare            | Japón | 2016-2023 |
| F. C. Rubin Kazán (cedido) | Rusia | 2021      |
| Gamba Osaka (cedido)       | Japón | 2022      |
| Vissel Kobe (cedido)       | Japón | 2023      |
| Vissel Kobe                | Japón | 2024-     |
| Kyoto Sanga F. C. (cedido) | Japón | 2025-     |

## Palmarés

### Títulos nacionales
| Título             | Club            | País  | Año  |
| ------------------ | --------------- | ----- | ---- |
| J2 League          | Shonan Bellmare | Japón | 2017 |
| Copa J. League     | Shonan Bellmare | Japón | 2018 |
| J1 League          | Vissel Kobe     | Japón | 2023 |
| Copa del Emperador | Vissel Kobe     | Japón | 2024 |
| J1 League          | Vissel Kobe     | Japón | 2024 |